# Церковь Святого Георгия (Богенхаузен)
Церковь Святого Георгия (нем. Katholische Filialkirche St. Georg) — римско-католическая филиальная церковь в районе Богенхаузен города Мюнхен (федеральная земля Бавария); в 1357 году церковные земли были включены в состав монастыря Фрайзинг; с освящением приходской церкви Хайлигенблут в 1934 году, церковь Святого Георгия потеряла статус приходского храма — с тех пор является филиалом Хайлигенблут.

## История и описание
О происхождении и ранней истории церкви Святого Георгия в Богенхаузене сохранились только отрывочные сведения. Известно, что первоначально приход располагался на правом берегу реки Изар. В 1357 году приход был включен в состав монастыря Фрайзинг. Нижняя часть башни-колокольни, которая сохранилась от старого здания в позднероманском стиле, является самой старой частью храма. Вероятно, в первой половине XV века здание было перестроено в стиле поздней готики — в целом, это готическое здание сохранилось до XXI века.
В 1759 году пастор Богенхаузена Франц Георг Ридль и граф Август Йозеф фон Тёрринг, владевший замком Нойбергхаузен возле церкви, инициировали реконструкцию нефа. Они наняли Иоганна Михаэля Фишера в качестве архитектора. Расширение церкви в стиле рококо началось в 1766 году. После смерти Фишера, архитектор Бальтазар Тришбергер (Balthasar Trischberger, 1721—1777) взял на себя руководство строительством, а Филипп Гельтерхоф (Philipp Helterhof) расписал своды. Строительные работы были завершены к 1768 году. В 1777 году была перестроена колокольня; в том же году было завершено изменение внутреннего убранства церкви. Дом священника в стиле барокко, расположенный на улице Нойбергхаузер-штрассе, был готов уже к 1705 году.
Во время Второй мировой войны здание получило только незначительные повреждения. В 1958 году компания «G. F. Steinmeyer & Co.» построила в храме новый орган на 12 регистров. В 1973 году режиссёр Микеланджело Антониони снял одну из ключевых сцен в своём фильме «Профессия: репортер» в данном храме. Церковь была восстановлена в своей первоначальной цветовой гамме в ходе общей реконструкции, которая длилась до 2000 года.